# Kurt Londenberg
Kurt Londenberg (* 1. Juli 1914 in Altona; † 17. Februar 1995 in Hamburg) war ein deutscher Buchbinder, Buchgestalter und Hochschullehrer.

## Leben

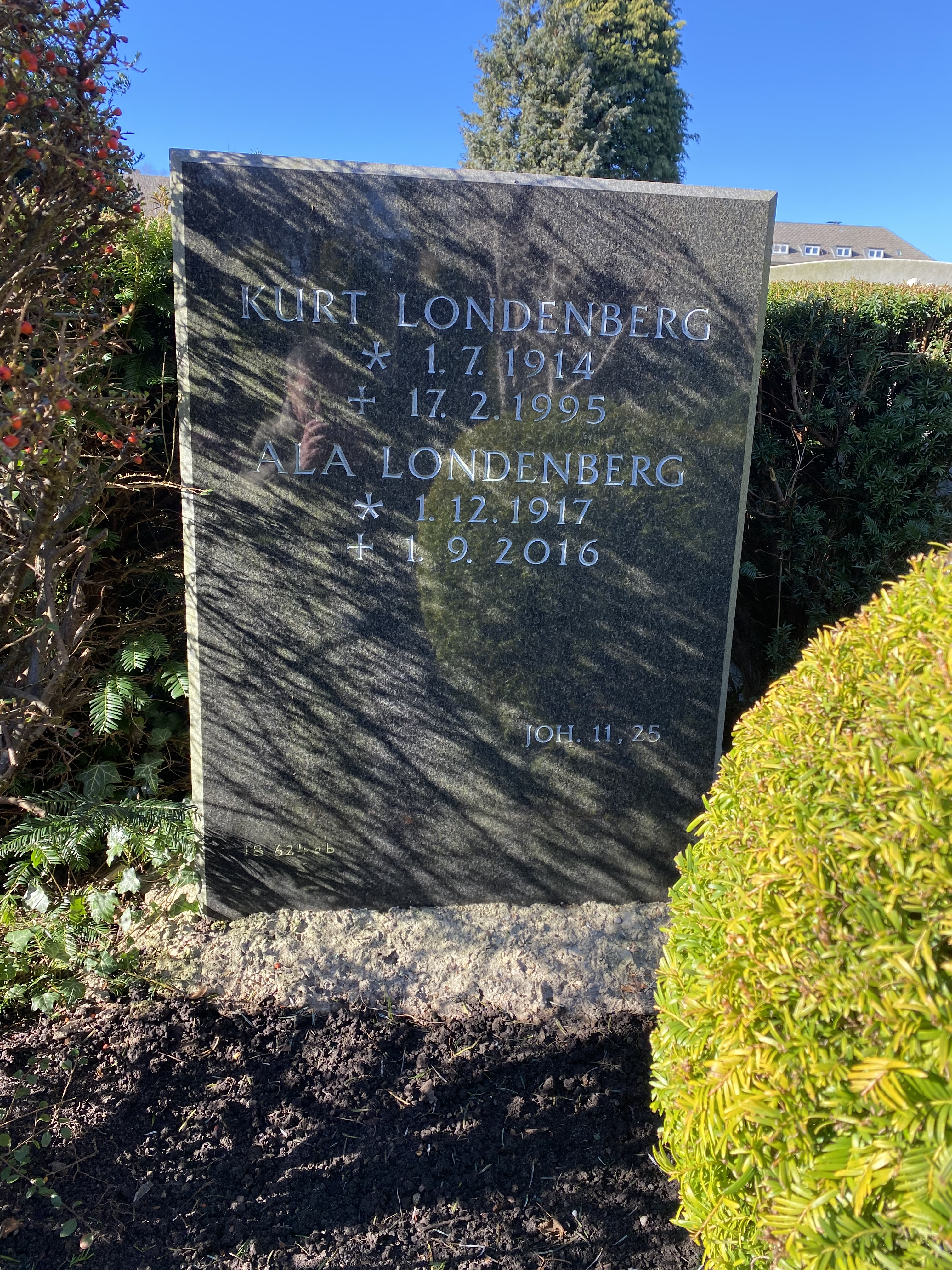
Grabstätte auf dem Friedhof Bernadottestraße

Londenberg studierte nach einer Buchbinderlehre in Düsseldorf ab 1937 an der Staatlichen Akademie für Graphische Künste und Buchgewerbe in Leipzig. Dort wurde er Schüler von Ignatz Wiemeler, dessen Werkverzeichnis er später herausgab. Nach kurzen Stationen an der Staatlichen Hochschule für Werkkunst in Dresden und an der Staatlichen Werkakademie in Kassel war er ab 1954 an der Landeskunstschule Hamburg, der späteren Hochschule für bildende Künste Hamburg (ab 1955) tätig. Londenberg war zunächst ein Schüler von Richard von Sichowsky und wurde dessen Nachfolger als Leiter der Einbandklasse der Hamburger Landeskunstschule. Dort lehrte er als Professor von 1955 bis 1979. Außerdem gehörte er bis zum Jahre 1990 dem Vorstand der bibliophilen Vereinigung der Maximilian-Gesellschaft an. 
Londenberg zählt zu den bekanntesten deutschen Einbandkünstlern der Nachkriegszeit, dessen Handeinbände in diversen öffentlichen Bibliotheken und Museen sowie in privaten Sammlungen aufbewahrt werden.
Kurt Londenberg verstarb im Alter von 80 Jahren und wurde auf dem Friedhof Bernadottestraße in Hamburg-Ottensen beigesetzt.

## Ausstellungen
- Kurt Londenberg (1914-1995) – Hamburger Einbandkünstler zwischen Tradition und Moderne, 2009, Staats- und Universitätsbibliothek Hamburg